# Tribu de Lebesgue
Un ensemble Lebesgue-mesurable (qu'on abrège souvent en ensemble mesurable) est une partie de l'espace {\displaystyle \mathbb {R} ^{n}} dont la mesure de Lebesgue peut être définie, le concept pouvant être étendu à toute variété différentiable {\displaystyle M}. On appelle tribu de Lebesgue l'ensemble des parties Lebesgue-mesurables de {\displaystyle M}.

## Définition
Comme exposé à l'article mesure de Lebesgue, cette mesure sur {\displaystyle \mathbb {R} ^{n}} est définie sur une σ-algèbre de parties de {\displaystyle \mathbb {R} ^{n}}, complétée de la tribu borélienne. Cette tribu est appelée tribu de Lebesgue et les ensembles qui la constituent sont les parties Lebesgue-mesurables de {\displaystyle \mathbb {R} ^{n}}.

## Caractérisation des mesurables de l'espacen-dimensionnel

### Du point de vue de la complétion de la tribu de Borel
Les parties Lebesgue-mesurables de {\displaystyle \mathbb {R} ^{n}} sont les parties A qui peuvent être écrites sous la forme :
La variante suivante peut être utile : A est mesurable si et seulement s'il peut être écrit sous la forme :

### Du point de vue de la mesure extérieure
Dans cette section, on note {\displaystyle {\mathcal {S}}} l'ensemble des « pavés », c'est-à-dire les produits cartésiens d'intervalles bornés, c'est-à-dire les ensembles de la forme {\displaystyle E=I_{1}\times I_{2}\times \cdots \times I_{n}}, où les {\displaystyle I_{i}} désignent des intervalles de {\displaystyle \mathbb {R} } qui peuvent être fermés, ouverts ou semi-ouverts, et on note {\displaystyle \mathrm {Vol} \,(E)} le volume d'un tel pavé (au sens de produit des longueurs de ses côtés).
Pour {\displaystyle A\subset \mathbb {R} ^{n}}, la mesure extérieure de Lebesgue {\displaystyle \lambda _{n}^{*}} de {\displaystyle A} est définie ainsi :
Théorème — Soit {\displaystyle A\subset \mathbb {R} ^{n}}. L'ensemble {\displaystyle A} est Lebesgue-mesurable si et seulement si :
Cette caractérisation est due à Carathéodory, la caractérisation originelle par Lebesgue est la suivante :
Théorème — Soit {\displaystyle A\subset \mathbb {R} ^{n}} borné, et {\displaystyle E} un pavé contenant {\displaystyle A}. L'ensemble {\displaystyle A} est Lebesgue-mesurable si et seulement si :
Il est facile de voir que le réel {\displaystyle \displaystyle \lambda _{n*}(A)} défini par {\displaystyle \lambda _{n*}(A)=\mathrm {Vol} \,(E)-\lambda _{n}^{*}(E\setminus A)} est indépendant du pavé utilisé pour mettre {\displaystyle A} en boîte ; on appelle ce réel la « mesure intérieure » de {\displaystyle A}. Avec cette convention de vocabulaire, le résultat précédent s'exprime ainsi : les ensembles mesurables bornés sont les ensembles bornés dont les mesures intérieure et extérieure coïncident.
Pour des ensembles non bornés, on peut écrire un énoncé analogue au précédent, en faisant intervenir une suite de pavés remplissant l'espace :
Généralisation de l'énoncé précédent — Soit {\displaystyle A\subset \mathbb {R} ^{n}}, et {\displaystyle (E_{i})_{i\geq 0}} une suite de pavés dont la réunion est {\displaystyle \mathbb {R} ^{n}}. L'ensemble {\displaystyle A} est Lebesgue-mesurable si et seulement si :

## Cardinalitéde la tribu de Lebesgue
Proposition — Le cardinal de la tribu de Lebesgue sur {\displaystyle \mathbb {R} ^{n}} est celui de l'ensemble des parties de {\displaystyle \mathbb {R} }.
Preuve :
Pour {\displaystyle n\geq 2} c'est facile : l'ensemble {\displaystyle \mathbb {R} ^{n-1}\times \{0\}} est un borélien de {\displaystyle \mathbb {R} ^{n}} de mesure nulle. Toutes ses parties sont donc Lebesgue-mesurables puisque négligeables.
Pour {\displaystyle n=1} il faut chercher un exemple un peu moins évident. L'ensemble triadique de Cantor apporte la réponse : c'est un ensemble compact donc borélien, de mesure nulle, et pourtant en bijection avec {\displaystyle \mathbb {R} }. Ses parties sont donc Lebesgue-mesurables et le cardinal de leur ensemble est {\displaystyle 2^{\mathfrak {c}}}, où {\displaystyle {\mathfrak {c}}} désigne le cardinal de {\displaystyle \mathbb {R} } (la « puissance du continu »).
CQFD

## Ensembles mesurables non boréliens
En mettant côte à côte le résultat de cardinalité qui précède et celui selon lequel la tribu borélienne de {\displaystyle \mathbb {R} ^{n}} est équipotente à {\displaystyle \mathbb {R} } (voir la section « Un résultat de cardinalité » de l'article « Tribu engendrée »), on en déduit l'existence d'ensembles mesurables qui ne sont pas boréliens. Dit autrement, la mesure de Borel-Lebesgue n'est pas complète, et est donc distincte de la mesure de Lebesgue.
Des exemples de mesurables non boréliens étaient déjà connus de Lebesgue en 1905. En 1927, Nikolaï Luzin explicite un exemple particulièrement simple : si on considère {\displaystyle T} l'ensemble des réels ayant un développement en fraction continue de la forme
{\displaystyle x=a_{0}+{\cfrac {1}{a_{1}+{\cfrac {1}{a_{2}+{\cfrac {1}{a_{3}+{\cfrac {1}{\ddots \,}}}}}}}}}
dans lequel la suite {\displaystyle (a_{0},a_{1},\ldots )} possède une sous-suite croissante pour la relation de divisibilité, l'ensemble {\displaystyle T} est mesurable (et même analytique) mais n'est pas borélien.

## Ensembles non mesurables
La cardinalité ne permet pas de déterminer si la tribu de Lebesgue de {\displaystyle \mathbb {R} ^{n}} est ou non égale à l'ensemble de toutes les parties de {\displaystyle \mathbb {R} ^{n}} : chacun de ces deux ensembles de parties a le même cardinal {\displaystyle 2^{\mathfrak {c}}}.
On connaît des exemples d'ensembles non mesurables. Un des plus simples est l'ensemble de Vitali, inventé en 1905 par Giuseppe Vitali : un ensemble de représentants des classes de {\displaystyle \mathbb {R} /\mathbb {Q} } tous choisis dans l'intervalle {\displaystyle [0,1]}. Un autre exemple spectaculaire est le sous-ensemble de la boule unité de {\displaystyle \mathbb {R} ^{3}} qui donne naissance au paradoxe de Banach-Tarski.
Ces deux exemples font appel à l'axiome du choix. Ce n'est pas fortuit. L'existence du modèle de Solovay, publié par Robert M. Solovay en 1970, montre en effet que dans la théorie des ensembles ZF sans axiome du choix, on ne peut espérer prouver l'existence d'ensembles non mesurables (et ce d'ailleurs même en supposant l'axiome du choix dépendant).

## Généralisation aux variétés
Le concept se généralise aux variétés {\displaystyle M} de classe au moins {\displaystyle {\mathcal {C}}^{1}}. On définit une partie Lebesgue-mesurable de {\displaystyle M} comme une partie {\displaystyle A} qui vérifie la condition suivante :
Lorsqu'on considère une partie {\displaystyle A} d'une sous-variété {\displaystyle N} de {\displaystyle M}, on prendra garde à ne pas confondre les notions de mesurabilité de {\displaystyle A} comme partie de {\displaystyle N} ou comme partie de {\displaystyle M}. Dès que {\displaystyle N} est de dimension strictement plus faible que {\displaystyle M}, tout {\displaystyle A\subset N} est mesurable comme partie de {\displaystyle M} (car négligeable) mais ne l'est pas nécessairement comme partie de {\displaystyle N}.